# جرج اندرو ریسنر
جرج اندرو ریسنر (به انگلیسی: George Andrew Reisner) ‏(۵ نوامبر ۱۸۶۷ - ۶ ژوئن ۱۹۴۲) مصرشناس آمریکایی بود.
او در ایندیاناپولیس، ایندیانا، به دنیا آمد و در دانشگاه هاروارد تحصیل کرد. بعدها برای آموختن زبان‌های سامی و خط هیروگلیف مصری به برلین رفت. در ۳۰ سالگی عازم مصر شد؛ جایی که کاوش‌های بسیاری از سوی بنیادهای دانشگاهی آمریکا انجام داد. در هنگام کار بر روی جبل برکل در نوبی، او متوجه شد که شاهان نوبی در هرم‌ها به خاک سپرده نمی‌شدند بلکه در بیرون آن‌ها به حاک سپرده می‌شدند. او در این کاوش‌ها جمجمه زنی نوبی را نیز به دست آورد که اکنون در موزه باستان‌شناسی و نژادشناسی پیبوی در هاروارد نگهداری می‌شود.
ریسنر آرامگاه شهبانو حتپ‌حرس یکم، مادر خوفو فرعون قدرتمند دودمان چهارم، را در کنار هرم بزرگ در جیزه یافت. او همچنین چندین مصطبه را نیز کاوش کرد.

## گاه‌نگاری فعالیت‌ها
- ۱۸۹۷–۱۸۹۹ : بررسی مجموعه نگهداری شده در موزه مصر در قاهره
- ۱۸۹۹-۱۹۰۵ : رهبری تیمی کاوشی از سوی دانشگاه کالیفرنیا برای اکتشاف در آرامگاه‌های قفط
- ۱۹۰۵ : بررسی و چاپ پاپیروس هرست
- ۱۹۰۵-۱۹۱۴ : به دست آوردن کرسی استادی مدعو در دانشگاه هاروارد در زمینه مصرشناسی
- ۱۹۰۷-۱۹۰۹ : ارائه یافته‌های باستان‌شناسی در نوبی و ناحیه نیل به دولت مصر
- ۱۹۱۰-۱۹۴۲ : رئیس مجموعه مصر باستان در موزه هنرهای زیبای بوستون
- ۱۹۱۴-۱۹۴۲ : به دست آوردن کرسی استادی در دانشگاه هاروارد
- ۱۹۱۶–۱۹۲۳ : کاوش بر روی هرم‌های مروی و از زیر خاک بیرون آوردن معبدی در نپته
- ۱۹۳۱ : کتاب میسرینوس را نوشت (میسرینوس نام یونانی منکورع است)
- ۱۹۴۲ : واپسین اثر خود به نام تاریخ گورستان جیزه را منتشر کرد